# Spider-Man: Return of the Sinister Six
Spider-Man: Return of the Sinister Six es un videojuego con los personajes de Marvel Comics Spider-Man y los Seis Siniestros, desarrollado por Bits Studios y publicado por LJN para Nintendo Entertainment System en 1992. También se lanzaron versiones del juego en Master System de Sega y el Game Gear de la división Flying Edge de Acclaim. El juego se basa libremente en el arco narrativo de la historia del mismo nombre, que se publicó en The Amazing Spider-Man # 334-339 a principios de los años noventa.

## Trama
Doctor Octopus está poniendo en marcha su plan maestro para dominar el mundo con la ayuda de Sinister Six. Spider-Man logra derrotarlos a todos y salvar al mundo.

## Jugabilidad
El jugador controla a Spider-Man a través de seis niveles de desplazamiento lateral, con un miembro de los Seis Siniestros (Electro, Hombre de arena, Mysterio, Buitre, Hobgoblin y Doctor Octopus) al final de cada nivel como jefe. Spider-Man puede saltar, golpear, patear, agacharse, escalar ciertas paredes y árboles, disparar telarañas para columpiarse y recoger fluido de la red para disparar proyectiles de telaraña cuadrada.
Los niveles generalmente son acciones directas de desplazamiento lateral, aunque ocasionalmente se debe encontrar un elemento en particular, como una tecla o un detonador.
Spider-Man solo tiene una vida en la versión NES, pero también tiene una continuación. No hay iconos disponibles para restaurar la energía. Sin embargo, derrotar a varios enemigos puede restaurar la barra de poder de Spider-Man.

## Diferencias de versiones
En comparación con la versión NES, la versión Sega Master System es más fácil ya que ciertos elementos se movieron (generalmente a lugares más fáciles de encontrar), se eliminan algunos enemigos, se rediseñan algunos saltos para que sea más fácil, y Doctor Octopus y Mysterio solo tienen ahora una barra de salud (en comparación con la versión NES donde se regenerarían varias veces antes de ser derrotados), entre otros cambios.
La versión de Game Gear es idéntica a la versión del Sega Master System, excepto que la pantalla muestra una porción más pequeña del nivel, lo que hace que sea más difícil ver los proyectiles entrantes.

## Recepción
Nintendo Power comentó sobre la versión NES del juego, elogiando los gráficos mientras afirmaba que el control de juego era débil, comentando que "puedes liberar lo que parece un golpe perfecto y terminar pasando justo por delante de tu enemigo".